# Brooklyn Nets
Brooklyn Nets és un équip de bàsquet, franquícia de l'National Basketball Association (NBA) amb seu al barri de Brooklyn a la ciutat de Nova York. Participa en la Divisió Atlàntica de la Conferència Est de l'NBA.
El club disputà l'American Basketball Association entre 1967 i 1976. L'equip va ser fundat el 1967 amb el nom de New Jersey Americans i va començar jugant a l'ABA. El 1968 la franquícia va canviar el nom a New York Nets. Amb aquest nom va ingressar a l'NBA el 1976, nou anys després de la fundació. Actualment juguen a la Divisió Atlàntica de la Conferència Est i disputen els seus partits com a locals al Barclays Center com els Brooklyn Nets de la Lliga Nacional de Bàsquet (NBA). Al llarg de la seva història, els Nets han guanyat campionats de l'ABA, dos de conferència i cinc de divisió (un d'ells en l'ABA). Els seus èxits més recents daten del 2002 i 2003, on van guanyar dues vegades la final de l'NBA. El 2004 la franquícia es va vendre a Bruce Ratner, que ha anunciat plans per traslladar-se a Brooklyn, Nova York.

## Història de la franquícia
- New Jersey Americans 1967-1968
- New York Nets 1968-1977
- New Jersey Nets 1977-2012
- Brooklyn Nets 2012-actualitat

### 1967-1976 - Els anys ABA
La franquícia es va establir el 1967 com a part de l'ABA, amb el magnat empresari camioner Arthur Brown com a propietari. Brown havia pensat batejar l'equip com New York Freighters, jugant al costat est de Manhattan, però la pressió exercida pels New York Knicks va forçar l'equip a mudar-se a Teaneck a l'estat veí de New Jersey, i prendre el nom de New Jersey Americans. No seria l'última vegada que els Knicks afectarien directament el futur de la franquícia.
Els Americans van tenir una bona primera temporada, empatant amb els Kentucky Colonels per l'últim lloc en els playoffs de la Divisió Est. No obstant això el pavelló era ocupat, el que va obligar els Americans a buscar un pavelló de reemplaçament d'últim minut. Van trobar un lloc a Commack a l'estat de Nova York, el Long Island Arena. Quan els Americans i els Colonels van arribar per al partit, es van trobar que a la pista de joc li faltaven moltes taules i cargols. Per això, el comissionat de la lliga George Mikan va postergar el joc.

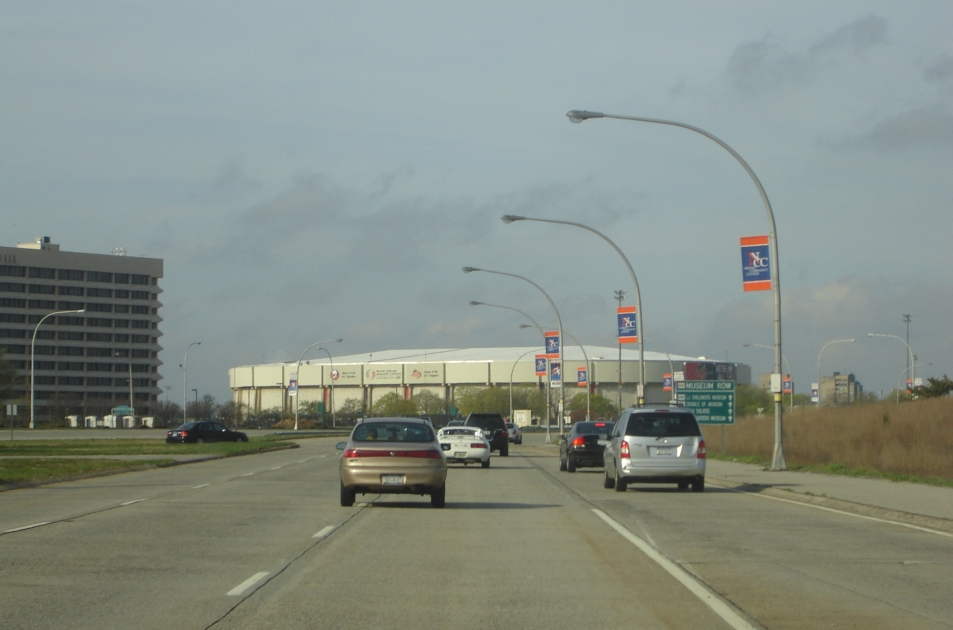
Els New York Nets van jugar en el Nassau Coliseum de Long Island des del 1971 fins al 1977.

Per a la segona temporada l'equip va romandre a Long Island, amb el nom de New York Nets. L'equip va ser rebatejat com a Nets perquè el nom d'aquest estigués en concordança amb els altres dos equips esportius professionals de Nova York que aleshores jugaven a Long Island, l'equip de la MLB New York Mets, i l'equip de futbol americà New York Jets.
L'equip va acabar últim en la primera temporada a Nova York. Brown va vendre l'equip a Roy Boe, empresari tèxtil, després d'aquesta temporada. Boe se'n va fer càrrec de seguida durant el final de la temporada de 1969. Després de fallar en l'intent de contractar el jugador de la Universitat de Califòrnia, Lew Alcindor, que va ser elegit en el draft i després contractat per l'equip de l'NBA Milwaukee Bucks. L'Island Garden a West Hempstead va ser la seva nova casa i els Nets van finalitzar tercers i van reeixir la primera ronda dels playoffs a la temporada 1969-70. Un any després l'equip va adquirir a Rick Barry dels Washington Capitols.
Després de dos anys l'equip va tornar a mudar-se, aquesta vegada cap al nou Nassau Veterans Memorial Coliseum a Uniondale per a la temporada 1971-1972.
El 1972, dos anys després de la contractació de Barry, els Nets van arribar a les finals de l'ABA. No obstant això, no van perdre amb els Indiana Pacers i van perdre la sèrie per 4-2. Barry se'n va anar passada aquesta postemporada, després de la qual els Nets van enfrontar una etapa de reordenació. La temporada 1972-73 va ser decebedora, ja que els Nets només van guanyar trenta partits.
A la temporada 1973-74 els Nets finalment van reeixir ajuntar totes les peces. Encara que la clau va arribar a la fi de l'any 1973 quan els Nets van contractar Julius Erving dels Virginia Squires. Amb Erving, conegut com a «Dr J», els Nets van fer un equip competitiu, i van acabar la temporada amb un rècord de 55 victòries. Erving va ser elegit Jugador Més Valuós de l'ABA, i l'equip va tenir un excel·lent joc en els playoffs i guanyar un primer títol, després de derrotar els Utah Stars a les finals de l'ABA de 1974.
L'èxit va continuar en la temporada següent amb el rècord que encara es manté en la franquícia de 58 partits guanyats en una temporada regular. No obstant això, la sort no els va acompanyar en els playoffs i van ser eliminats per quatre partits a un pels Saint Louis Spirits a la primera ronda de 1975.
Els Nets van continuar guanyant en la temporada 1975-76, l'última en la història de l'ABA, amb Erving liderant-los a un rècord de 55 victòries en la temporada regular, Dr J va ser novament elegit MVP. Van derrotar els Denver Nuggets en sis partits en una sèrie molt exigent, i van guanyar l'últim campionat ABA de la història d'aquesta lliga i llur segon campionat en tes anys.

### 1976-1980 - Cap a l'NBA i Nova Jersey

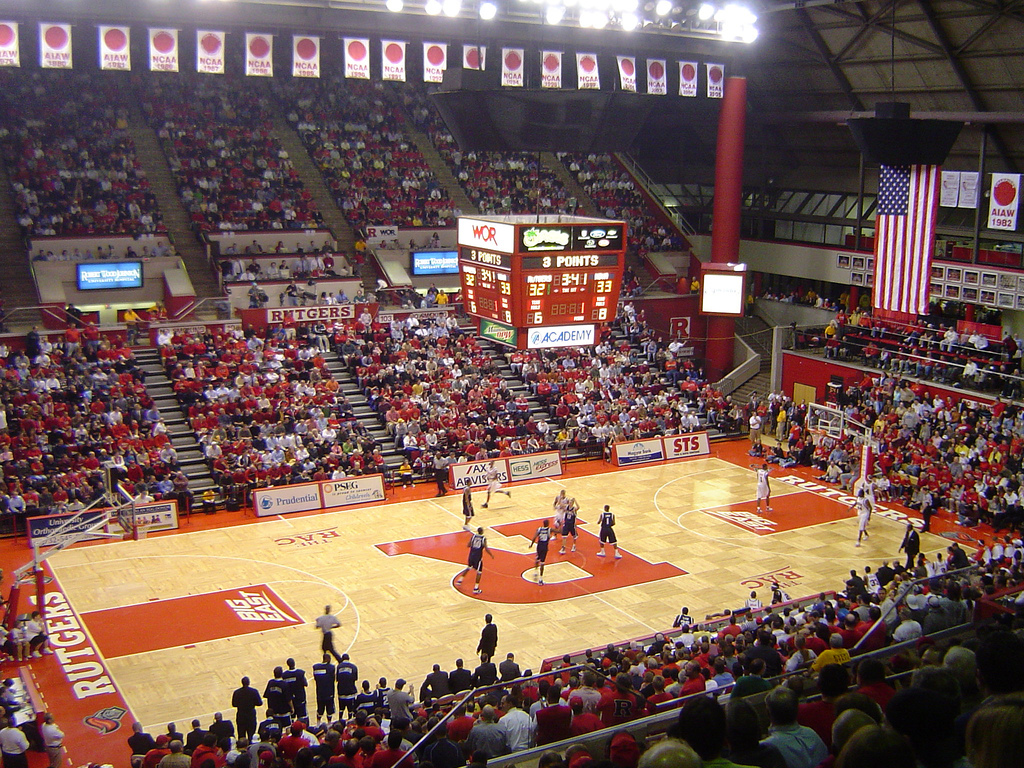
De 1977 a 1981 van tornar a New Jersey i el Louis Brown Athletic Center de la Universitat Rutgers va ser la seva llar.

Durant l'estiu de 1976, l'ABA i l'NBA es van fusionar. Com a part de l'acord, quatre franquícies de l'ABA: Nets, Denver Nuggets, Indiana Pacers i San Antonio Spurs van integrar-se a l'NBA. Els Nets i els Nuggets havien demanat l'adhesió a l'NBA el 1975. Abans de la primera temporada NBA, van canviar amb els Kansas City Kings dues seleccions en el draft pel base Nate Archibald. Els Nets semblaven preparats per continuar guanyant com havien fet a l'ABA.
No obstant això, es van emportar una desagradable sorpresa quan els New York Knicks els van obligar a pagar-los 4.800.000 de dòlars per «envair» el seu territori de l'NBA. Sumat això als tres milions de dòlars que l'equip havia hagut de pagar per afiliar-se a l'NBA, Boe, per la manca de diners, no va poder complir amb els diners que li havia promès a Ervin, i com aquest es va negar a jugar per als Nets sota aquestes condicions, no va tenir més remei que vendre'l als Philadelphia 76ers per tres milions de dòlars. Sense Erving l'equip va donar la temporada com una causa perduda. Van perdre tota esperança quan Archibald va patir una lesió al peu al gener. L'equip va acabar amb el pitjor rècord de la lliga, 22-60.
Abans de l'inici de la temporada 1977-78, Boe va mudar la franquícia novament a Nova Jersey, i l'equip va passar a anomenar-se com se'l coneix ara, New Jersey Nets. Mentre esperaven que completin un nou pavelló en el Meadowlands Sports Complex, van jugar quatre temporades al Louis Brown Athletic Center al campus de la Universitat Rutgers, conegut en aquest temps com Rutgers Athletic Center. El 1978, Boe va vendre la franquícia a un grup de set empresaris locals (liderats per Joe Taub i Alan Cohen) conegut com els Secaucus Seven. Els primers quatre anys a Nova Jersey van ser per oblidar, ja que van patir quatre anys de derrotes sense arribar fins i tot als playoffs.

### Anys 80

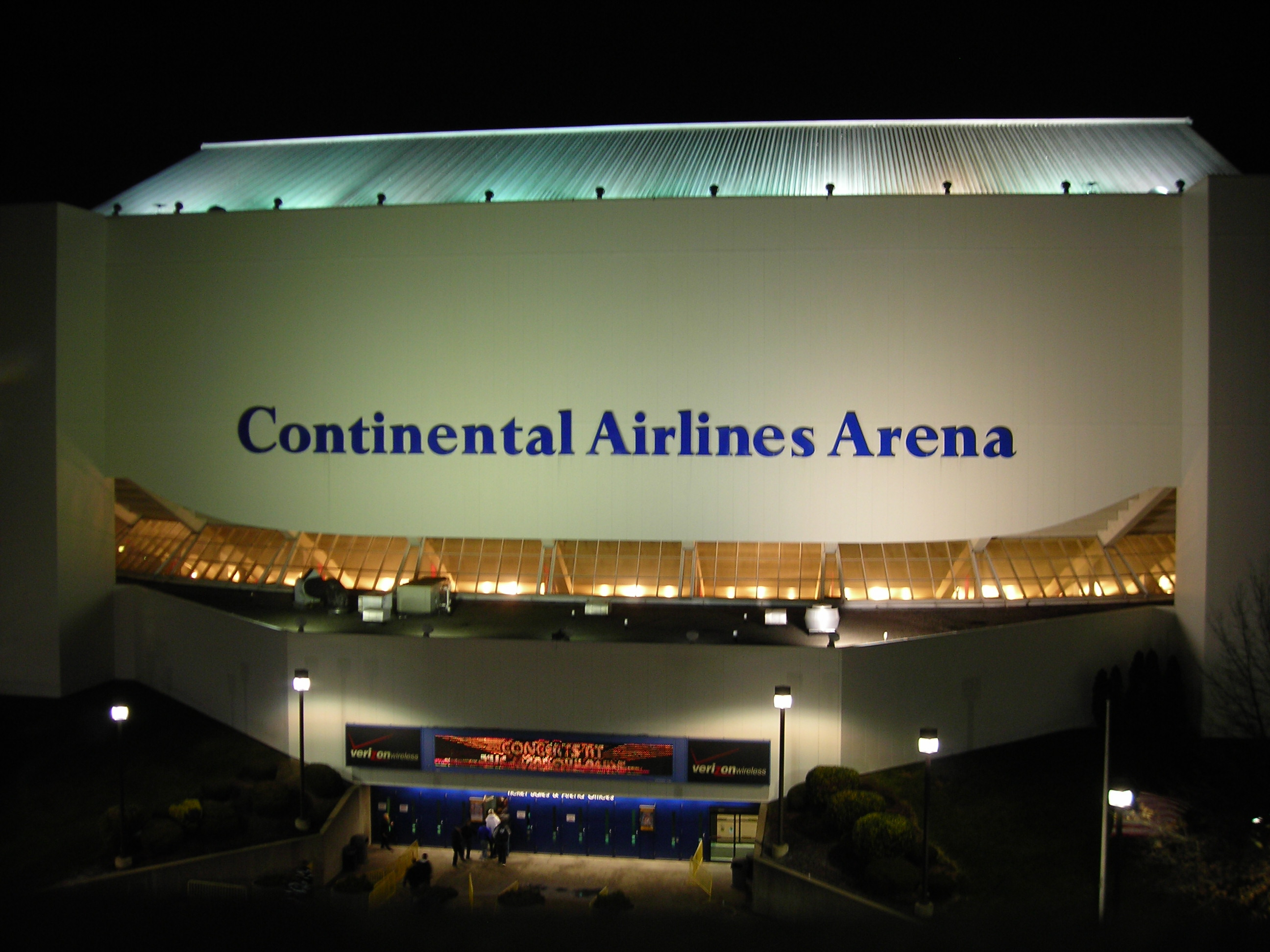
Continental Airlines Arena, pavelló de l'equip des del 1981.

L'equip es va mudar al Brendan Byrne Arena (actualment conegut com a Continental Airlines Arena) el 1981 i va experimentar un modest èxit durant quatre bones campanyes. A la temporada 1982-83, sota el comandament de Larry Brown, els Nets vivien llur millor temporada des que van arribar a l'NBA. Brown noegensmenys va acceptar el càrrec d'entrenador de la Universitat de Kansas durant l'últim mes de la temporada i es va desentendre de l'equip. No es van recuperar del canvi d'entrenador i van perdre en la primera ronda dels playoffs.
A la temporada 1983-84, van armar el que van pensar era el millor equip des del seu inici en la lliga. Liderats per Darryl Dawkins, Buck Williams, Otis Birdsong, i Michael Ray Richardson, l'equip va guanyar una primera sèrie en un playoff de l'NBA, i van derrotar el campió, els Philadelphia 76ers a la primera ronda de 1984, previ a caure en sis jocs davant els Milwaukee Bucks en les semifinals de la Conferència Est.
L'equip va sofrir una plaga de lesions durant la temporada 1984-1985, però va aconseguir 42 victòries abans de ser eliminats dels playoffs pels Detroit Pistons. Els Nets no es van classificar per als playoffs durant les set següents temporades (entre 1984 i 1992) i no tindrien un rècord positiu en vuit anys.

### Anys 90

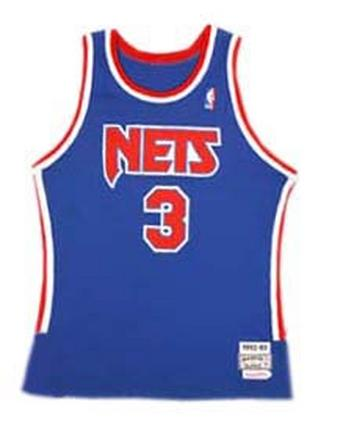
Samarreta dels Nets amb el dorsal 3 de Drazen Petrovic.

En els primerencs anys 1990 els Nets van començar a tenir millor resultats novament per l'impuls d'un grup de joves, entre qui es destaquen els elegits en el draft, Derrick Coleman i Kenny Anderson i Drazen Petrovic, provinents d'un canvi amb els Portland Trail Blazers. Tot i tenir un rècord negatiu durant la temporada 1991-92, els Nets es van classificar per als playoffs, perdent amb els Cleveland Cavaliers a la primera ronda, tres jocs a un. L'equip va millorar significativament en la temporada 1992-1993, liderat pel trio format per Coleman, Petrovic i Anderson i el nou entrenador Chuck Daly. En acabar-se la temporada es van lesionar Anderson i Petrovic, per la qual cosa va patir una ratxa negativa d'una victòria en deu partits. L'equip va acabar amb un rècord de 43-39, en la sisena posició de la Conferència Est, i es van tornar a enfrontar als Cavaliers en la primera ronda. Amb Anderson recuperat d'una fractura de mà i Petrovic jugant amb una lesió al genoll, els Nets van perdre en el cinquè joc d'una renyida sèrie. L'optimisme de l'equip va ser destruïda el 7 de juny, quan Petrovic va patir un accident automobilístic a Alemanya en el qual va morir amb només 28 anys. Tot i la devastadora pèrdua de Petrovic, l'equip va guanyar 45 partits durant la temporada 1993-94, i va perdre en la primera ronda dels playoffs de 1994 enfront dels New York Knicks. Daly va renunciar al seu càrrec al final de la temporada i va ser reemplaçat per Butch Beard. La següent temporada no comptaria amb Coleman en els Nets, ja que va ser traspassat als Philadelphia 76ers en una operació que va portar Shawn Bradley, entre d'altres.
L'equip va tenir una difícil segona meitat de dècada. Durant aquest període un dels problemes de l'NBA era el de tenir cura de la imatge dels seus esportistes, i combatre l'estereotip de jugador egoista i immadur. Un dels millors exemples d'aquest problema eren els Nets. El 1995, Coleman va aparèixer a la portada de Sports Illustrated com a exemple significatiu d'aquest problema. Anderson, Benoit Benjamin, Dwayne Schintzius i Chris Morris eren altres possibles candidats per a aparèixer a la portada de la revista. En les temporades 1994-1995 i 1995-1996 els Nets van acabar amb idèntics rècords de 30-52. En un esforç per reconstruir l'equip, Kenny Anderson va ser traspassat amb Gerald Glass als Charlotte Hornets a canvi de Kendall Gill i Khalid Reeves. Kerry Kittles va ser seleccionat en el draft de 1996 i Sam Cassell va arribar a mitjan temporada. A més, John Calipari es va fer càrrec de l'equip a la temporada 1996-97. Les coses no van funcionar bé i es va acabar amb un balanç de 26-56. Al juny de 1997 van adquirir Keith Van Horn, Lucious Harris, entre d'altres, per Tim Thomas. L'únic jugador de principi dels anys 90 que va quedar en l'equip va ser Jayson Williams.
La temporada 1997-98 va ser l'única llum en una època fosca en els últims anys de la dècada dels 90. L'equip va jugar bé sota el mandat de Calipari, guanyant 43 partits i classificant-se per la postemporada en l'últim dia de la temporada regular. L'equip va quedar vuitè en la Conferència Est i va perdre amb els Chicago Bulls en tres partits. Els Secaucus Seven van vendre l'equip el 1998 a un grup d'agents immobiliaris de la ciutat, que l'any següent van signar un acord amb l'amo dels New York Yankees, George Steinbrenner, i van junts van formar YankeeNets, una companyia que seria propietària de tots dos equips que portaria un increment en la influència a l'hora de signar futurs contractes de transmissió ràdio-televisiva. Després de rebre ofertes de nombroses transmissores, incloent-hi el que era fins a aquest moment el portador dels drets Cablevision, YankeeNets va decidir llançar una nova companyia televisiva esportiva regional anomenada Network. La temporada 1998-99 va començar malament per New Jersey amb Cassell lesionat en la primera trobada. Amb una ratxa de 3-15, els Nets van enviar Cassell i Chris Gatling als Milwaukee Bucks, i van adquirir Stephon Marbury dels Minnesota Timberwolves. Després de dues derrotes, Calipari va ser acomiadat com a entrenador. L'equip mai es recuperaria del seu pobre començament i finalitzaria la temporada amb un rècord de 16-34.

### Anys 2000
El 2000, els Nets van contractar Rod Thorn com a nou president de l'equip, un executiu de llarga història en l'NBA, conegut per haver estat el responsable de triar en el draft Michael Jordan en la seva època com a gerent general dels Chicago Bulls. Immediatament va començar a formar l'equip més talentós des dels campionats guanyats a l'ABA a mitjan anys 70. Com a primera mesura va contractar Byron Scott com a entrenador. Amb la primera elecció en el Draft de 2000 van seleccionar Kenyon Martin de la Universitat de Cincinnati. La nit del draft de 2001, van canviar els drets de la seva elecció en primera ronda (Eddie Griffin) als Houston Rockets per les seves eleccions al draft, Richard Jefferson, Jason Collins i Brandon Armstrong.

#### 2001-2008: L'era de Jason Kidd
Poc temps després del Draft de 2001, Thorn va decidir canviar a Stephon Marbury per un altre base All-Star, Jason Kidd, dels Phoenix Suns. El canvi va donar a l'equip una cosa que havia faltat des dels seus inicis a l'NBA, un líder que fes destacar els seus companys.

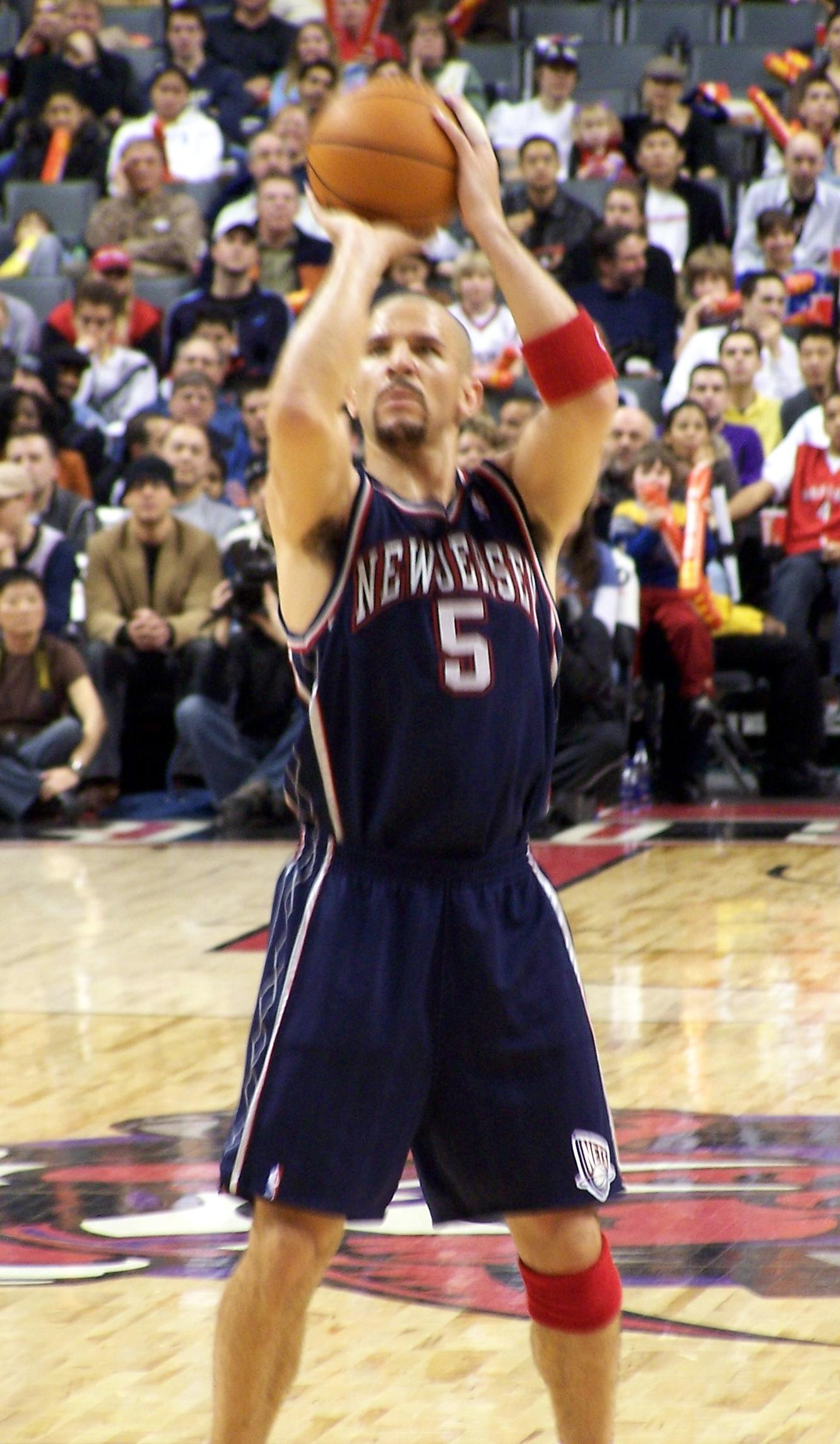
Jason Kidd, va ser ell la peça clau dels Nets a principis de segle.

Aquesta temporada va ser la millor dels Nets en la història a l'NBA. L'equip va guanyar un primer títol de la Divisió Atlàntica, finalitzant la temporada regular amb un rècord de 52-30 i classificant-se primer a la Conferència Est per enfrontar-se als Indiana Pacers a la primera ronda dels playoffs del 2002. Qualificat per la revista Slam Magazine com «The Best Team in the World» (‘El millor equip del món‘). El quintet inicial dels New Jersey Nets el 2002 (Kenyon Martin, Todd MacCulloch, Jason Kidd, Keith Van Horn i Kerry Kittles) apareixia a la portada de maig de la revista. Després de perdre la primera trobada com a local, van guanyar els dos partits següents per perdre novament en el quart. Els Nets van disputar un dels partits més memorables en la història dels playoffs de l'NBA. L'equip guanyava de nou punts quan faltaven cinc minuts, però Reggie Miller va convertir un triple llunyaníssim sobre la botzina, portant el partit a la pròrroga (repeticions posteriors van mostrar que el llançament de Miller no havia sigut dins del temps reglamentari). Després que Miller obligués a jugar un segon temps extra amb un mat, els Nets no li van donar més avantatge a l'adversari i van finalitzar la trobada 120-109. És l'únic partit en la història de l'NBA en què tots els quarts, el primer, el segon, el tercer, l'últim i el primer temps extra van finalitzar empatats.
A la semifinal de conferència, van derrotar els Hornets per un contundent 4-1 i així van arribar a la final de conferència per primera vegada, en la qual s'enfrontarien als Boston Celtics. New Jersey va començar guanyant el primer partit però va perdre el segon com a local. En el tercer xoc, els Nets vencien per 21 punts entrant en el període final, però els Celtics van consumar una de les remuntades més recordades dels últims temps i van guanyar 94-90 per liderar la sèrie 2-1. En el quart partit, disputat a Boston, els Nets van liderar la major part del partit, però una vegada més els Celtics se les van enginyar per empatar quan faltava un minut per jugar. Però aquest no se'ls escaparia de les mans i van empatar la sèrie a dos. En el cinquè partit, els Nets van tenir una ratxa de 20-1 en l'últim quart per finalitzar 103-92 i van passar a liderar 3-2 la sèrie. En el sisè joc, perdien per 10 al final de la primera meitat, però es van recuperar en la segona meitat. Un triple de Van Horn amb 50 segons abans dem final va sentenciar la victòria i el campionat de la Conferència Est a favor dels Nets. A les Finals de l'NBA de 2002, els Nets van ser escombrats de la sèrie pels Los Angeles Lakers liderats per Shaquille O'Neal i Kobe Bryant.
Abans de l'inici de la temporada 2002-03, van canviar Van Horn per obtenir Dikembe Mutombo procedent dels Philadelphia 76ers. El canvi per tal de millorar l'equip no va funcionar, ja que Mutombo va estar al banc gairebé tota la temporada per mor d'una lesió al canell, a més va tenir poca participació en els playoffs a causa de diferències amb l'entrenador Byron Scott. Tot i l'absència de Mutombo, van finalitzar amb un rècord de 49-33 i van tornar a obtenir el títol de la Divisió Atlàntica. En els playoffs de 2003, van guanyar un segon campionat de conferència seguit. Derrotant els Milwaukee Bucks a la primera ronda, i després van escombrar els Celtics i els Detroit Pistons en sèries consecutives per avançar a les Finals de l'NBA de 2003, aquest cop enfrontant-se als San Antonio Spurs. La sèrie va acabar en empat després dels quatre primers jocs, però els Nets van estar molt erràtics durant el cinquè joc i van perdre el partit. En el sisè partit, els Nets lideraven per 10 punts amb 10 minuts per jugar, però una ratxa de 19-0 dels Spurs els va concedir el títol en el sisè joc de la sèrie.
Després d'acabar la temporada, Kidd es va convertir en agent lliure i els Spurs van intentar que signés amb ells. No obstant això, Kidd va tornar a signar amb els Nets, al·legant que tenia «treball sense acabar» a Nova Jersey. Un altre factor decisiu va ser la contractació de l'agent lliure Alonzo Mourning. Però Mourning es perdria quasi tota la temporada 2003-04 a causa d'una infecció renal. El 2004, van tornar a obtenir el títol de la Divisió Atlàntica, i després de derrotar el rival de la localitat veïna, els New York Knicks en primera ronda, la seva carrera cap al títol de conferència es va veure interrompuda a les semifinals quan van ser derrotats pels Detroit Pistons, fet i fet campió de l'NBA. Els quatre primers jocs es van repartir en parts iguals, els Nets van guanyar en el cinquè partit a Detroit el triple temps extra, però van caure al següent partit a Nova Jersey. Els Pistons van guanyar el partit decisiu i es van alçar amb el títol de conferència per 4-3. Jason Kidd va jugar amb una lesió al genoll que requeriria cirurgia després de la temporada, i no li va permetre anotar molts punts.

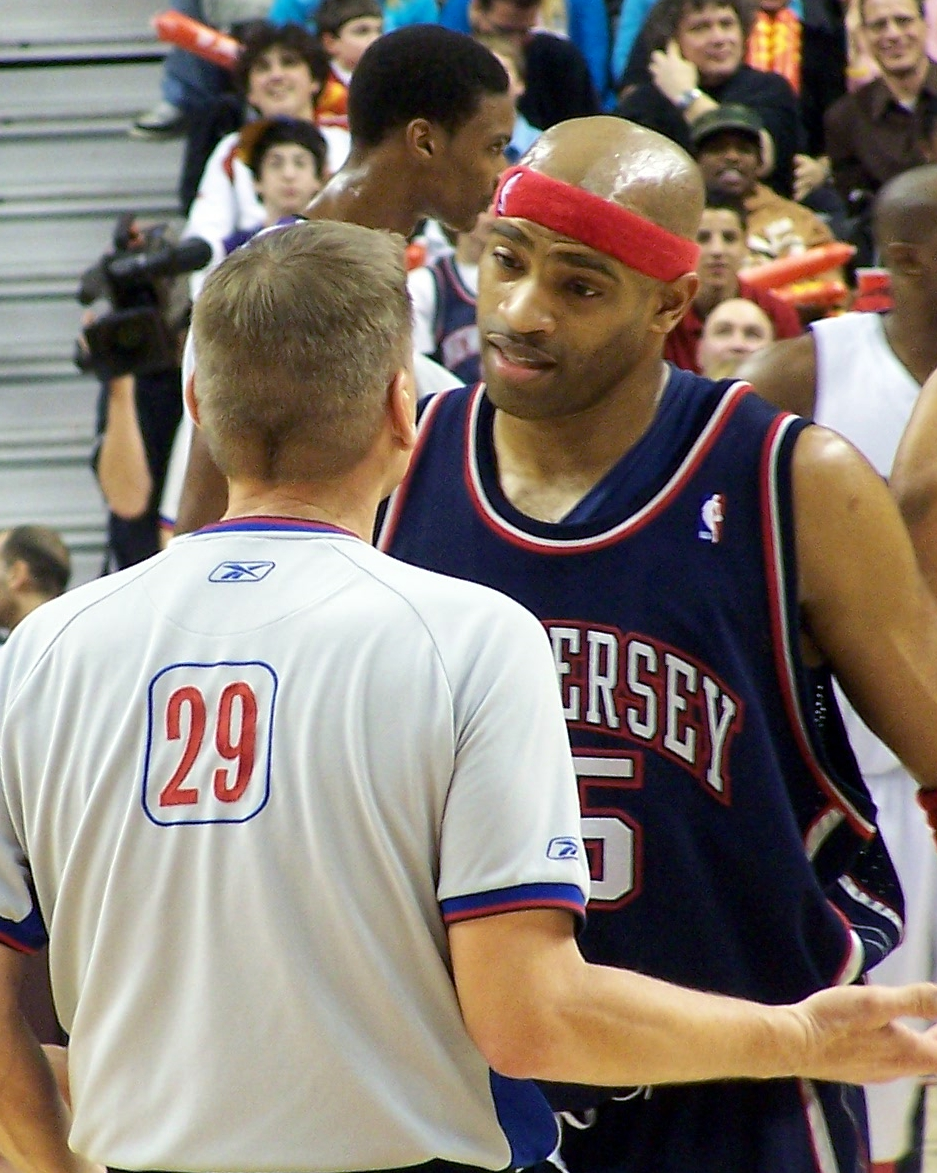
Carter, un All Star a New Jersey.

Després d'aquesta temporada, els Nets es van veure forçats a desprendre's de Kerry Kittles i Kenyon Martin, als Los Angeles Clippers i als Denver Nuggets respectivament, perquè el nou amo Bruce Ratner no tenia intencions de pagar-los la resta de l'honorar convenut. A canvi de dos jugadors claus pel recent succés de l'equip van rebre només eleccions per al draft. No obstant això, després d'un pobre començament de temporada a la temporada 2004-05 i de no poder comptar amb els serveis de Richard Jefferson en tota la temporada a causa d'una lesió, els Nets van adquirir el jugador estrella dels Toronto Raptors Vince Carter a canvi de Mourning, que seria alliberat pels Raptors (i subseqüentment contractat pels Miami Heat), Eric Williams, Aaron Williams i eleccions al draft. Aquella temporada, Vince Carter va ser triat per a l'All-Star Game el 2005. Originalment nomenat com a reserva, va passar a ser titular a causa de la lesió de Jermaine O'Neal. Al costat de Kidd, Carter va aixecar l'equip d'estar a més de 10 partits d'entrar en els playoffs a aconseguir l'últim lloc en la Conferència Est. No obstant això, els Nets novament no van poder frenar O'Neal, encara amb la tornada de Jefferson i van ser escombrats a la primera ronda dels playoffs del 2005. Durant el recés de 2005, els Nets van fer tot el possible per aconseguir un aler pivot de qualitat per a arrencar com a titular i així omplir-hi el buit, ja que tots els ala pivots talentosos havien estat elegits ja en el draft.
Els Nets tenien intencions de contractar Shareef Abdur-Rahim, encara que els va costar arribar a un acord amb els Portland Trail Blazers finalment va ser rebutjat per no passar els controls físics per una lesió preexistent al genoll. En el seu lloc va ser contractat Marc Jackson provinent dels Sixers. Van tornar a fitxar Clifford Robinson per dos anys a conseqüència de la baixa de Brian Scalabrine. També va ser necessari aconseguir un suplent per Kidd, primerament es va intentar aconseguir Keyon Dooling encara que es va acabar contractant Jeff McInnis. Van començar malament la temporada 2005-06, amb un rècord de 9-12 en els primers 21 partits. Tot i això, recolzat en el trio Carter, Kidd i Jefferson van guanyar els següents 10 per assolir el lideratge de la divisió. Després d'aquesta ratxa guanyadora, van tornar al joc mediocre del començament (guanyant només 13 dels propers 29 partits).

#### 2004-2007: El trio Kidd, Carter, Jefferson

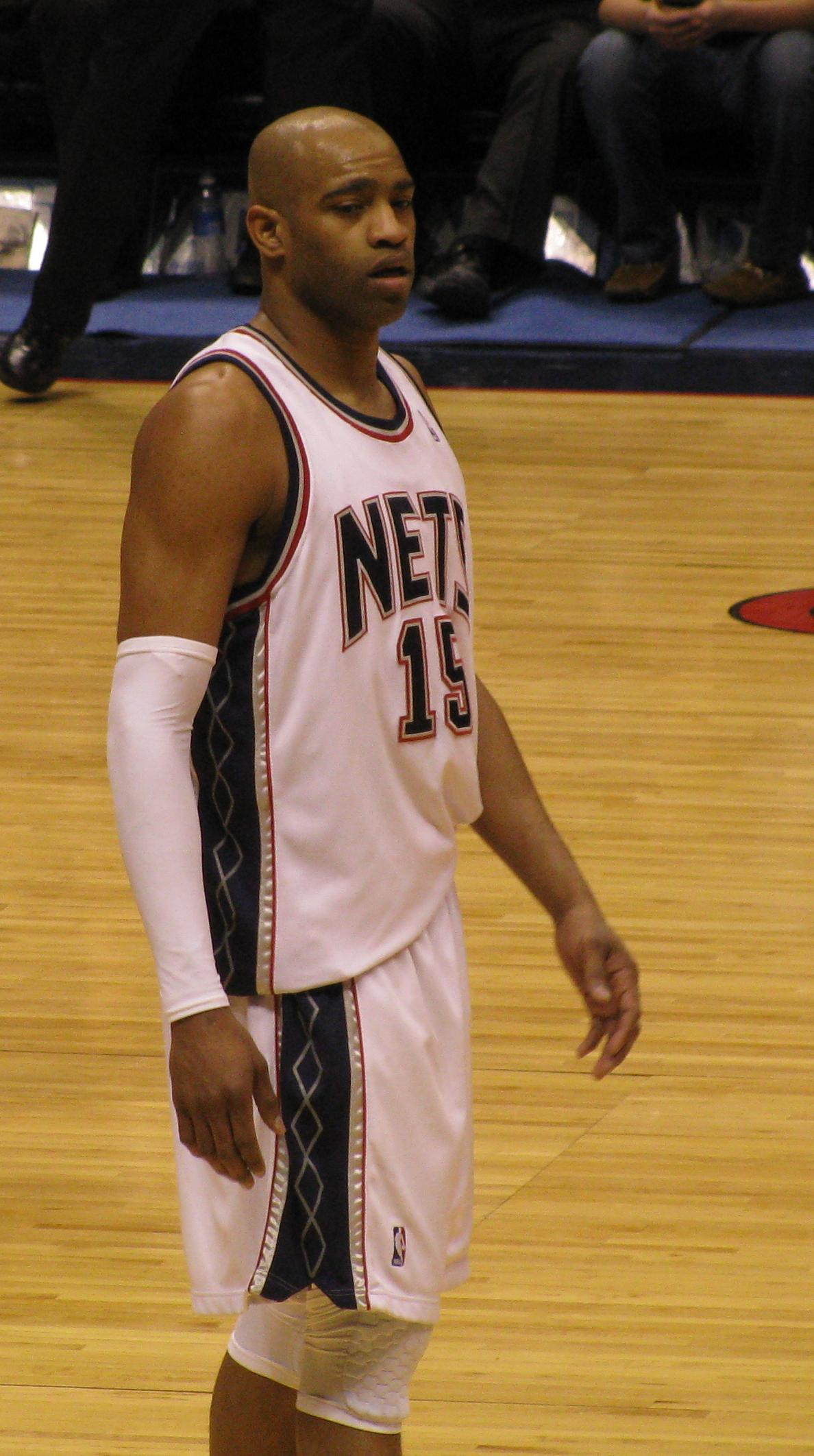
Vince Carter, Vinsanity, va arribar a l'equip el 2004.

Aquella temporada, Vince Carter va ser triat per l'All-Star Game el 2005. Originalment nomenat com a reserva, va passar a ser titular a causa de la lesió de Jermaine O'Neal.
Al costat de Kidd, Carter va aixecar a l'equip d'estar a més de 10 partits d'entrar en els playoffs a obtenir l'últim lloc en la Conferència Est. No obstant això, els Nets no van poder frenar a O'Neal altra vegada, encara amb la volta de Jefferson i van ser escombrats en la primera ronda dels playoffs de 2005. Durant el recés de 2005, els Nets van fer tot el possible per aconseguir un ala pivot de qualitat per arrencar com a titular i així omplir el buit en aquest lloc, ja que tots els ala pivots talentosos havien estat triats ja en el draft.
Els Nets volien contractar Shareef Abdur-Rahim, encara que els va costar arribar a un acord amb Portland finalment va ser rebutjat per no passar els controls físics per una lesió preexistent en el genoll. En el seu lloc va ser contractat Marc Jackson provinent dels Sixers. Van tornar a fitxar Clifford Robinson per dos anys en conseqüència de la baixa de Brian Scalabrine. També era menester un suplent per Kidd, primerament es va intentar aconseguir Keyon Dooling encara que es va acabar contractant Jeff McInnis.
Van començar malament la temporada 2005-06, amb un rècord de 9-12 en els primers 21 partits. Malgrat això, recolzat en el trio Carter, Kidd i Jefferson van guanyar els següents 10 i liderar la divisió. Després d'aquesta ratxa guanyadora, van tornar al joc mediocre del començament (guanyant solament 13 dels propers 29 trobades). No obstant això, a partir del 12 de març van empalmar 14 triomfs consecutius, la ratxa més llarga de la temporada igualant el rècord de la franquícia establert el 2004. La ratxa va finalitzar el 8 d'abril de 2006 quan van caure davant els Cavaliers per 108-102.
L'equip va finalitzar la temporada amb un rècord de 49-33. Van obtenir el quart títol de divisió en els últims cinc anys i el tercer lloc en els playoffs quan van enfrontar els Indiana Pacers en primera ronda. Van tornar a mesurar-se amb Miami Heat, sofrint novament la derrota en la sèrie. Al final de la temporada, Jason Kidd va formar part de l'equip defensiu de l'any. Els Nets van adoptar el color vermell per a la samarreta alternativa en la temporada 2006-07, en lloc de la grisa anterior.
La temporada 2006-07, va començar de manera grisa però va tenir un final positiu malgrat les nombroses lesions que van aguaitar l'equip, entre d'altres les de Nenad Krstic i Jefferson. Els Nets van aconseguir un balanç de 41-41 i van perdre el títol de divisió davant els Toronto Raptors. L'equip va entrar en els playoffs com a sisè classificat en la conferència Aquest, i precisament es van enfrontar en primera ronda amb els Raptors, que van eliminar en sis partits. En la següent ronda, la temporada va finalitzar pels Nets després de caure per 4-2 enfront dels Cleveland Cavaliers.
El 24 de gener de 2009 s'anuncià la compra del 80% dels Nets per part de l'Onexim Group, empresa pertanyent al multimilionari rus Mikhail Prokhorov, per 200 milions de dòlars. Prokhorov es va comprometre a construir un nou pavelló que ja calia des de fa temps.

#### 2008-2012: Últims anys a New Jersey
La següent campanya va ser una decepció per als afeccionats dels Nets, que malgrat començar amb grans expectatives, l'equip no va classificar-se per la postemporada per primera vegada en set anys. El 19 de febrer de 2008, Jason Kidd, Malik Allen i Antoine Wright van ser traspassats als Dallas Mavericks a canvi de Devin Harris, Keith Van Horn, Maurice Ager, DeSagana Diop, Trenton Hassell, tres milions de dòlars i les eleccions de primera ronda dels drafts de 2008 i 2010.
Els Nets seguien immersos en la reconstrucció, prova d'això va ser el traspàs a l'estiu de 2008 de Jefferson als Milwaukee Bucks a canvi de Yi Jianlian i Bobby Simmons. Per segona campanya consecutiva, els Nets van romandre sense disputar els playoffs. A la baixa de Kidd i Jefferson se sumava la de Vince Carter, que va ser traspassat juntament amb Ryan Anderson als Orlando Magic per Rafer Alston, Courtney Llegeix i Tony Battie. La 2009-10 va ser la pitjor temporada en la història de la franquícia. Després de començar amb 16 derrotes consecutives, Lawrence Frank va ser acomiadat i reemplaçat pel seu assistent Tom Barrise. Amb les dues primeres derrotes del nou entrenador, els Nets tenien la marca de 0-18, el pitjor començament d'un equip en la història de la NBA. Kiki Vandeweghe va substituir Barrise a la banqueta el 4 de desembre, amb el veterà De l'Harris com a nou assistent. New Jersey va acabar la campanya amb un rècord de 12 victòries i 70 derrotes, i així va ser el cinquè equip que cau derrotat en 70 ocasions en una temporada al costat dels Philadelphia 76ers de 1973 (9-73), Los Angeles Clippers de 1987 (12-70), Dallas Mavericks de 1993 (11-71) i Denver Nuggets de 1998 (11-71).
El 10 de juny de 2010, Avery Johnson va ser nomenat nou entrenador, amb Sam Mitchell com a assistent.

##### Pla de relocalització a Brooklyn
El 2004, després de fracassar un acord per construir un nou pavelló a Newark a l'estat de Nova Jersey, els YankeeNets van vendre la franquícia a un grup liderat per l'empresari immobiliari Bruce Ratner per 300 milions de dòlars. El 2005 els Nets van anunciar plans de mudar l'equip novament a Nova York, aquesta vegada al barri de Prospect de Brooklyn.

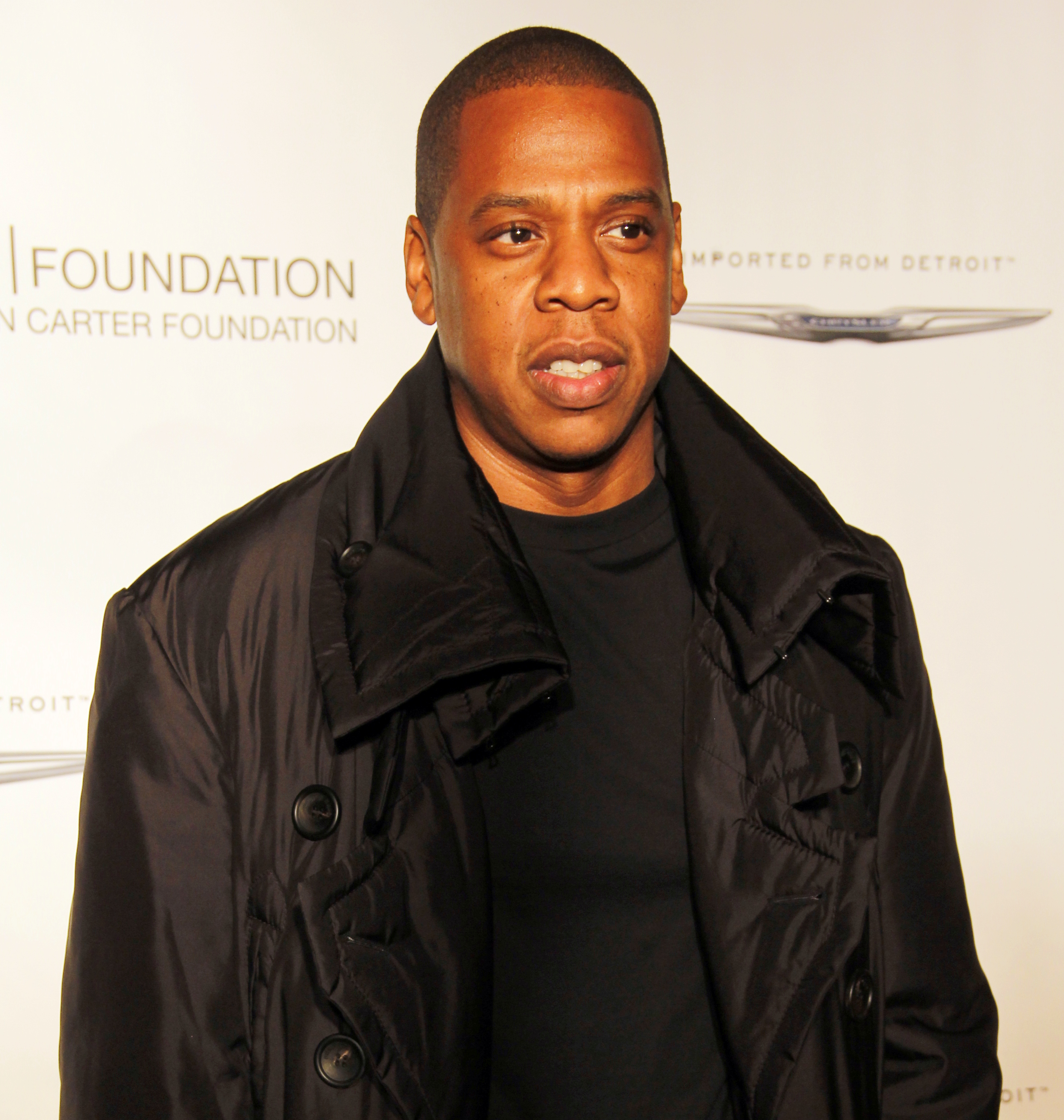
Jay-Z, actual copropietari dels Brooklyn Nets.

El Barclays Center és el pavelló d'un gran projecte edilici anomenat Atlantic Yards que construït per la companyia de Ratner. El lloc on es trobarà el pavelló està a prop del lloc que Walter O'Malley va voler usar per construir un estadi pels Brooklyn Dodgers al començament dels anys 1950. El pla va ser rebutjat i va resultar en la relocalització de la franquícia a Los Angeles el 1958. Els Nets serien el primer equip professional de primer nivell a tenir la seu a Brooklyn des de la partida dels Dodgers. Això deixaria Nova Jersey amb els New Jersey Devils d'hoquei, els New York Red Bulls de futbol, així com als equips de l'NFL New York Giants i New York Jets com els equips estatals de les lligues esportives més importants del país.
El desembre de 2006, el projecte Atlantic Yards va ser aprovat, però encara està subjecte certes demandes legals prèvies a la construcció.
Els New Jersey Devils tenen oberta una invitació dels Nets perquè es mudin al seu estadi, el Prudential Center, que té programada la seva obertura per al començament de la temporada 2007-08 de hoquei. El govern de l'estat de Nova Jersey ha reclamat el tancament del Continental Arena una vegada que el Newark Arena estigui disponible, però amb l'extensió que posseeixen els Nets és improbable que això passés.
Si a la fi els Nets no es mudessin a Brooklyn, és desconegut si Ratner continuaria com a amo de l'equip o ho posaria a la venda, ja que el projecte edilicio va ser la raó principal per la qual ho va comprar al principi. Altres possibilitats discutides en el passat inclouen que els Nets juguin com a local al Madison Square Garden o retornin a Long Island per compartir un nou o remodelat pavelló compartit amb els New York Islanders.
El 18 de gener de 2007, va ser anunciat el planejat estadi en Brooklyn que serà anomenat Barclays Center. El banc britànic Barclays, amb la intenció de posicionar-se al mercat nord-americà va signar un contracte de vint anys pels drets del nom del nou edifici amb capacitat per 18.000 persones. Està programat que estigui acabat para 2012.

##### Comiat de Nova Jersey
El 23 d'abril de 2012, els Nets van jugar el seu últim partit a Nova Jersey i van pedre davant els Philadelphia 76ers per 105 a 87. El seu registre en la temporada 2011/2012 va ser de 22 victòries i 44 derrotes.

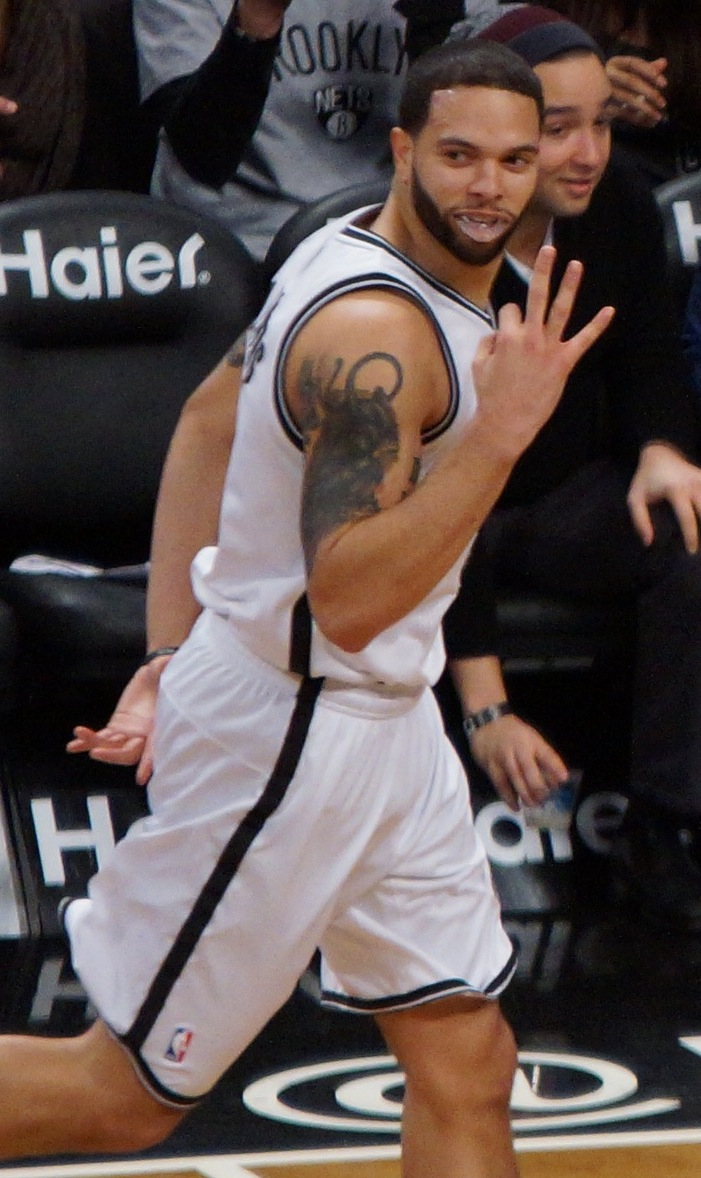
Deron Williams, jugador franquícia dels Nets.

### L'era dels Brooklyn Nets
Després del trasllat a Brooklyn, el propietari de l'equip, el multimilionari rus Mijail Projorov, va prometre que l'equip lluitaria per l'anell des del principi. Recolzant-se en el base recentment renovat, Deron Williams, els Nets van tractar crear un equip ambiciós des del començament. Els Nets van tractar de contractar el pivot Dwight Howard, dels Orlando Magic, però aquest acabaria fitxant pe als Los Angeles Lakers, de manera que els Nets van signar l'escorta Joe Johnson, estrella dels Atlanta Hawks, a canvi d'Anthony Morrow, DeShawn Stevenson, Jordan Farmar, Johan Petro i Jordan Williams. Així mateix, també van renovar Gerald Wallace i Brook Lopez.
El primer partit en la història dels Brooklyn Nets va ser davant dels Toronto Raptors, amb victòria per als novaiorquesos per 107-100. El 27 de desembre de 2012, Avery Johnson seria destituït després de perdre enfront dels Milwaukee Bucks per 108-93, una onzena derrota en els últims 14 partits. L'entrenador interí P. J. Carlesimo va prendre el càrrec d'entrenador fins a final de temporada.
El 13 de juny de 2013, Jason Kidd es converteix en el nou entrenador de la franquícia per quatre temporades.

## Pavellons
- Teaneck Armory (1967-1968)
- Long Island Arena (1968-1969)
- Island Garden (1969-1971)
- Nassau Coliseum (1971-1977)
- Louis Brown Athletic Center (1977-1981)
- Continental Airlines Arena (1981-1982)
- Izod Center (1982-2012)
- Barclays Center (2012-actualitat)

## Jugadors destacats

### Membres delBasketball Hall of Fame
- Nate Archibald
- Rick Barry
- Julius Erving
- Drazen Petrovic
- Vince Carter

### Per a recordar
- Ben Uzoh
- Stephon Marbury
- Kenyon Martin
- Jason Kidd

### Números retirats
- #3 Drazen Petrovic
- #4 Wendell Ladner
- #15 Vince Carter
- #23 John Williamson
- #25 Bill Melchionni
- #32 Julius Erving
- #52 Buck Williams